# Цівіль
Велика Цивіль (чув. Мăн Çавал) — річка в Чувашії, права притока Волги. Має витоки в Шумерлінському районі. Протікає Вурнарським, Красноармійським і Цивільським районами Чуваської Республіки. Біля міста Цивільськ зливається з річкою Малий Цівіль. Далі Цивіль протікає межею Чебоксарського і Маріїнсько-Посадського районів і впадає у Волгу.
Загальна довжина річки — 173 км, сточище — 4658 км², середньорічний об'єм стоку — 640 млн м³. Найбільші притоки (крім Малого Цивіля) — Унга, Куганар.
Водний режим річки відрізняється стійкою, але низькою водністю в літньо-осінньо-зимову межень і високою — в повінь (починається в перший тиждень березня — перший тиждень квітня).